# Externalismo social
Externalismo social é a primeira versão do externalismo de Tyler Burge, o qual ele chama de antiindividualismo (a segunda versão é o externalismo perceptual, igualmente chamada de antiindividualismo). De acordo com o externalismo social, a correta identificação das noções pensadas por um sujeito exige que se considere a coletividade à qual o mesmo pertence. 
O externalismo social é a interpretação de certos experimentos mentais. Digamos que um sujeito da nossa coletividade pense que tem artrite na coxa. Ele expressa seu pensamento da seguinte maneira: "Tenho artrite na coxa". Na nossa coletividade a palavra "artrite" designa inflamações nas juntas, não se manifestando na coxa. O pensamento desse sujeito é falso. Mas se tal sujeito pensasse "Tenho artrite na coxa" em uma coletividade onde "artrite" designa inflamações nas juntas e na coxa, seu pensamento seria verdadeiro, e ele estaria pensando em algo diferente da primeira situação. Assim, de acordo com o externalismo social, a determinação da identidade do pensamento de um sujeito exige que se considere a coletividade à qual o mesmo pertence. 
S só pode pensar que P, para um externista, devido a sua relação com  o mundo exterior: o ambiente é condição necessária para a constituição dos nossos pensamentos sobre os objetos do mundo. 
Em parte, o que constitui como verdadeiro que o pensamento de um indivíduo  sobre P envolve o conceito P – e, assim, é efetivamente um pensamento sobre P – é a obtenção deste pensamento no objeto P. Se S pensa que P é somente pela existência de P no mundo exterior e S depende do ambiente em que se encontra para pensar o que pensa. Assim, a verificação da autenticidade de nossos estados mentais conscientes, apenas é possível no exame do mundo como ele é.
O “externismo social” pode ser considerado uma variação ou especificação do externismo. Do mesmo modo como o “externismo” considera que os pensamentos do sujeito são individuados, em parte, pela constituição dos objetos no mundo, o “externismo social” considera que essa individuação se dá pela constituição do significado dos objetos pela comunidade lingüística onde o indivíduo está inserido. 
Um sujeito, não sabendo todas as condições de reconhecimento de um objeto (e nenhum sujeito sabe todas as condições de todos os objetos), para empregar o termo correspondente a este objeto de forma correta - e, assim, fazer uma referência ao objeto de modo que esta referência seja compreendida pelos outros sujeitos - defere o significado dos termos que utiliza aos outros indivíduos no meio onde se encontra. Tomemos como exemplo um certa afecção cutânea. Para que façamos referência correta à tal afecção, confiamos a um especialista a definição desta doença: o que poderíamos chamar de “alergia” ou “vermelhidão” será definido por ele como psoríase. E, partindo desta definição, passaremos a nos referir a doença utilizando o termo “psoríase”.
Como fazemos deferências à comunidade onde estamos inseridos para individualizarmos objetos dos quais não possuímos todas as condições de reconhecimento - e os nossos pensamentos são determinados, ao menos em parte, pela forma como os conceitos são utilizados por uma comunidade -, quando sofrermos uma troca de comunidade lingüística, ou teremos um problema relativo ao significado de nossos pensamentos, ou um problema relativo conteúdo de nossos pensamentos.
Segundo Putnam, se nos deslocarmos da comunidade lingüística em que nos encontrávamos quando definimos nossa “vermelhidão” para uma comunidade lingüística onde “psoríase” signifique “dor de cabeça”, por exemplo,  e pensarmos algo do tipo “Estou com psoríase”, não estaremos pensando na afecção cutânea, mas em “dor de cabeça” e o que mudará será o objeto referenciado pelo pensamento e, portanto, seu significado. 
Burge, por outro lado, afirmará que o pensamento, em si, será diferente; os próprios pensamentos, para Burge, e não apenas os seus significados, são determinados pela comunidade lingüística na qual estamos inseridos. O pensamento “Estou com psoríase” quando nos encontramos na comunidade C1 é um pensamento diverso do pensamento “Estou com psoríase” quando estamos na comunidade C2.